# IC 4171
IC 4171 ist eine spiralförmige Zwerggalaxie vom Hubble-Typ Scd im Sternbild Jagdhunde am Nordsternhimmel. Sie ist schätzungsweise 46 Millionen Lichtjahre von der Milchstraße entfernt und hat einen Durchmesser von etwa 10.000 Lj.
 Im selben Himmelsareal befinden sich u. a. die Galaxien IC 4178, IC 4187, IC 4188, IC 4189.
Das Objekt wurde am 21. März 1903 vom deutschen Astronomen Max Wolf entdeckt.